# Gillian Armstrong
Gillian May Armstrong (ur. 18 grudnia 1950 w Melbourne) – australijska reżyserka filmowa, reprezentantka australijskiej Nowej Fali.
Armstrong wykształcenie zdobyła w Australijskiej Szkole Filmowej i Telewizyjnej prowadzonej przez prof. Jerzego Toeplitza. Jako samodzielna reżyserka zadebiutowała obrazem The Singer and the Dancer (1977). Jej pierwszym pełnometrażowym filmem była Moja wspaniała kariera (1979), która zdobyła dwie nagrody BAFTA i startowała w konkursie głównym na 32. MFF w Cannes. 
Kolejne dzieła Armstrong: Pani Soffel (1984), Przypływ uczuć (1987), W rodzinnym kręgu (1992) czy też Małe kobietki (1994), były na ogół chwalone przez krytykę.